# Кохановичский сельсовет
Кохановичский сельсовет — административная единица в Верхнедвинском районе Витебской области Республики Беларусь. Административный центр — агрогородок Кохановичи.

## История
В 2010 году деревня Кохановичи преобразована в агрогородок.

## Состав
Кохановичский сельсовет включает 25 населённых пунктов:
- Абрамово — деревня.
- Волейково — деревня.
- Выдрицкие — деревня.
- Высоцкое — деревня.
- Вышнарово — деревня.
- Гаи — деревня.
- Гороватки — деревня.
- Грибовцы — деревня.
- Задежье — деревня.
- Замшаны — деревня.
- Каменка — деревня.
- Козловщина — деревня.
- Кохановичи — агрогородок[2].
- Лесниково — деревня.
- Медведские — деревня.
- Озерники — деревня.
- Осетки — деревня.
- Первомайская — деревня.
- Садковщина — деревня.
- Селедцово — деревня.
- Селище — деревня.
- Староселье — деревня.
- Стрелки — деревня.
- Чернявщина — деревня.
- Чистополье — деревня.

Упразднённые населённые пункты: 

25 июня 2013 года
- Бородулино — деревня.
- Кисели — деревня.
- Семёново — деревня.

22 мая 2015 года
- Москалёнки — деревня.